# 경상북도동물위생시험소
경상북도동물위생시험소(慶尙北道動物衛生試驗所, Gyeongsangbuk-do Veterinary Service Laboratory)는 경상북도 내의 동물 질병의 방역과 축산물의 검사 등의 사무를 관장하기 위하여 경상북도청 산하에 설치된 사업소이다.
시험소장은 지방기술서기관 또는 지방수의연구관으로 보한다.

## 연혁
- 1953년 7월 23일: 경상북도가축위생시험소 설치
- 1962년 6월 30일: 경상북도가축보건소로 변경
- 1981년 9월 22일: 경상북도가축위생시험소로 변경
- 2016년 5월 16일: 경상북도동물위생시험소로 변경

## 조직
소장
- 관리과
- 방역과
- 축산물검사과
- 질병진단과
- 역학조사과

### 산하 기관
- 북부지소
- 동부지소
- 서부지소